# Sara Felloni
Sara Felloni (3 oktober 1972) is een Italiaans wielrenster.
Felloni reed meermalen de Giro Rosa, de Ronde van Italië voor vrouwen. Ze won ook het sprintklassement in 1997 en enkele etappes, zoals de tiende etappe in de Ronde van Italië voor vrouwen 2000.
Bij het Italiaans kampioenschap wielrennen op de weg bereikte ze in 1993 en 2000 de derde plek.
In 1999 won ze de klassieker Primavera Rosa en in 2001 de Emakumeen Saria in Spanje.